# Autarchia (economia)

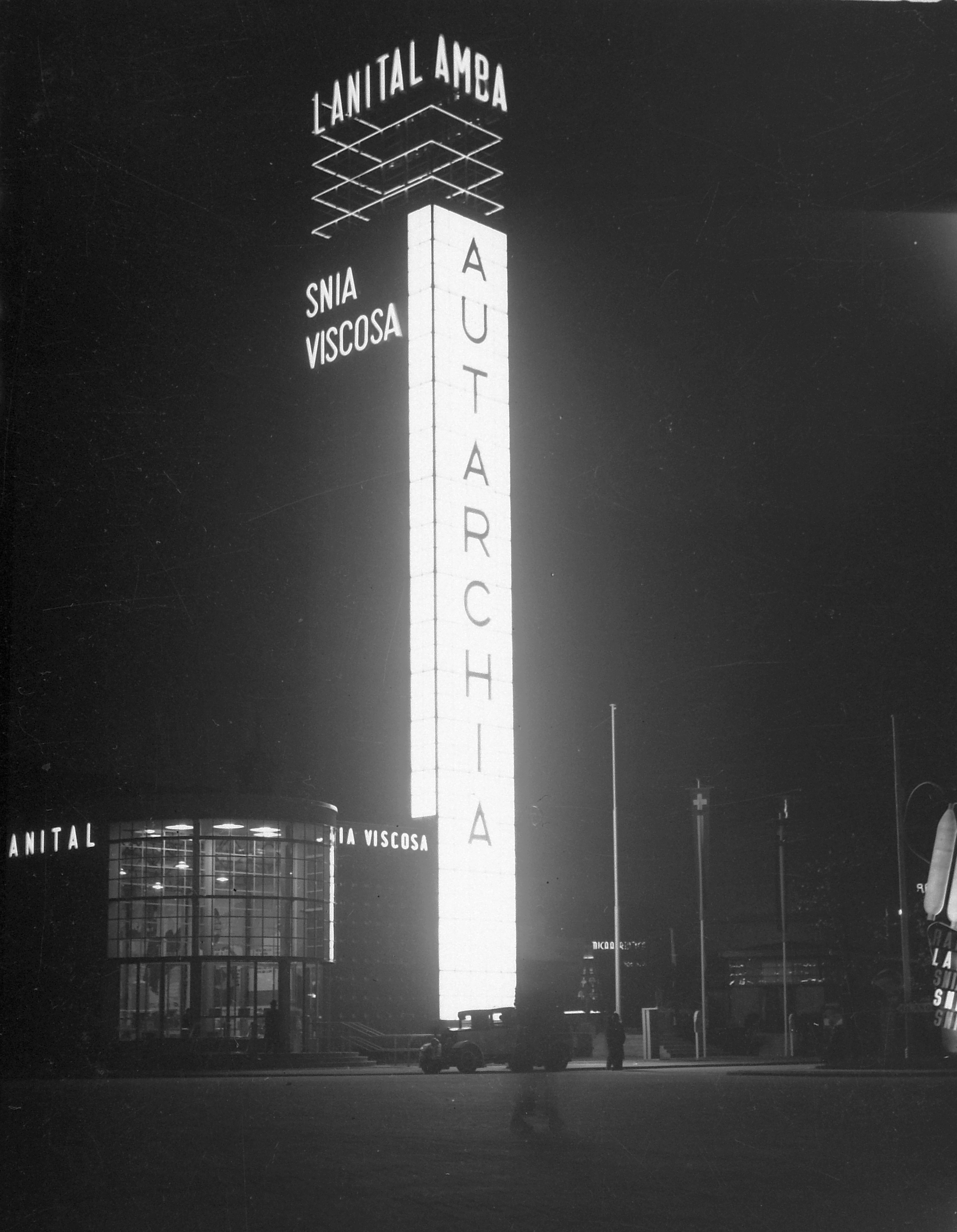
Padiglione della SNIA a una mostra di Milano del 1937 sull'autarchia (Archivio Fortepan).

In economia, l'autarchia è l'autosufficienza economica di una nazione, raggiunta tramite l'indipendenza assoluta o relativa dell'economia nazionale e la riduzione degli scambi con altri paesi. 

## Storia

### Regimi totalitari del XX secolo
Nel periodo tra la prima e seconda guerra mondiale, si svilupparono in Europa degli stati totalitari: l'Italia fascista e la Germania nazista. L'esistenza di tratti comuni tra le politiche economica di questi stati, che possano configurare una politica economica fascista, non è sostenuta da molti storici: questi pensano che le differenze tra le politiche economiche nazista e fascista furono più marcate delle loro somiglianze. Tuttavia, entrambi i paesi in quella fase fecero ricorso a politiche di autosufficienza economica. Esse vanno inquadrate nel più ampio contesto politico di uno stato autoritario: nazionalista, repressivo delle libertà individuali e, in campo economico, dirigista e con un ruolo di controllo diretto di settori dell'economia.
Le politiche autarchiche di quel periodo vanno anche spiegate considerando il più ampio contesto economico globale. Nel corso del XIX secolo e fino alla prima guerra mondiale, i paesi occidentali avevano sviluppato le proprie economie con politiche liberiste e favorendo sistemi internazionali di libero scambio commerciale. Dopo la prima guerra mondiale, le ideologie e orientamenti economici prevalenti cambiarono. Si diffusero molto politiche economiche protezioniste, favorenti l'intervento statale nell'economia e la regolamentazione del mercato.

### Dal secondo dopoguerra ad oggi
In seguito alla globalizzazione le situazioni di autarchia sono molto rare: una delle caratteristiche fondamentali che hanno caratterizzato i governi democratici succedutisi nell'ultimo dopoguerra, è quella dell'interdipendenza sia politica che economica, che ha trovato la sua più ampia e valida espressione in Europa nella costituzione dell'Unione europea. Uno degli ultimi stati ad adottare un'impostazione ancora tesa all'autarchia è la Corea del Nord. Derivante la scelta più da motivazioni di natura politica che da approfondite analisi dei quadri produttivi, nonostante il potenziale di crescita il Paese paga una condizione di arretratezza e di cronico deficit alimentare appianato solo dai contributi umanitari di Corea del Sud e Cina. La Cina stessa fornisce a Pyongyang tra l'80% ed il 90% delle sue necessità di carburanti a prezzi decisamente più bassi rispetto a quelli di mercato.

## Elaborazioni teoriche
Se, per motivi tecnico/produttivi, è difficile pensare alla sostenibilità di medio-lungo termine in situazioni di autarchia a livello nazionale, diverso è il discorso se dal piano locale si estende l'ottica di analisi a contesti più ampi. In questo senso vanno inquadrate le riflessioni in materia di Guillaume Faye e Maurice Allais. La proposta del primo si inquadra lungo il concetto di "sviluppo autocentrato", vale a dire una nuova stagione di politiche industriali volte alla conservazione del tessuto produttivo locale da inserirsi in macro-contesti che diano la possibilità agli stessi di essere indipendenti da un punto di vista energetico, produttivo, di approvvigionamento delle materie prime.
Il secondo, premio Nobel per l'economia nel 1988, parte invece da un'analisi critica della globalizzazione, della proletarizzazione (intesa nel senso Wallersteiniano) e della compressione dei salari dovuta alla messa in concorrenza di contesti sviluppatisi al di sotto di standard sociali minimi accettabili. La proposta dell'economista è, secondo l'impostazione social-liberista che da sua stessa ammissione la contraddistingue, creare degli "insiemi omogenei" valutati secondo criteri standard e comparabili, quanto più possibile autonomi e in grado di sostenersi attraverso una serie di barriere modulabili nei confronti dell'esterno. L'esempio topico a questo proposito, in prospettiva, può essere rappresentato dalle politiche Europee di integrazione economica e territoriale, alle quali deve essere accostata una politica commerciale esterna estremamente rigorosa e tesa alla protezione del mercato interno.